# Whitechapel (album)
Pour les articles homonymes, voir Whitechapel (homonymie).
Albums de Whitechapel (groupe)
A New Era of Corruption
(2010)
Whitechapel est le quatrième album studio du groupe de Deathcore américain Whitechapel. Il est sorti le 19 juin 2012 sous le label Metal Blade Records.

## Composition du groupe
Whitechapel
- Phil Bozeman – chant
- Alex Wade – guitare
- Ben Savage – guitare
- Zach Householder - guitare
- Gabe Crisp – basse
- Ben Harclerode – batterie

Production
- Produit et mixé par Mark Lewis.
- Artwork par Aaron Marsh.

## Liste des titres
1. Make It Bleed - 4:12
2. Hate Creation - 3:29
3. (Cult)uralist - 3:42
4. I, Dementia  - 4:45
5. Section 8 - 4:26
6. Faces - 3:12
7. Dead Silence - 4:38
8. The Night Remains - 2:58
9. Devoid - 2:50
10. Possibilities of an Impossible Existence - 4:00